# Дхарвад (округ)
Дхарвад (канн. ಧಾರವಾಡ ಜಿಲ್ಲೆ; англ. Dharwad) — округ в индийском штате Карнатака. Административный центр — город Дхарвад. Площадь округа — 4260 км². По данным всеиндийской переписи 2001 года население округа составляло 1 604 253 человека. Уровень грамотности взрослого населения составлял 71,6 %, что выше среднеиндийского уровня (59,5 %). Доля городского населения составляла 55 %. В 1997 году из части территории округа были образованы новые округа Гадаг и Хавери.